# Cal Foriscat
Cal Foriscat és un edifici de Calafell (Baix Penedès) protegit com a bé cultural d'interès local.

## Descripció
Es tracta d'un edifici de planta trapezoïdal, amb dues façanes, amb planta baixa i tres plantes altes. La coberta és plana i de rajola, un terrat. Les façanes mostren una certa irregularitat en relació amb l'ordenació de les obertures, les quals segueixen eixos verticals. A la façana de menys longitud, a la planta baixa, hi ha una modificació de la composició original. L'antic portal d'arc escarser, probablement de pedra tallada, es troba parcialment tapiat, i s'ha convertit en una finestra. Així mateix, a l'esquerra d'aquesta finestra, es va obrir una porta.
A la primera i a la segona planta hi ha un balcó amb llosana de pedra treballada. A la tercera planta hi ha una finestra. A la façana de més longitud, hi ha cinc finestres a la planta baixa i el portal d'accés a l'immoble. Al primer pis també hi ha cinc finestres i al segon pis es combinen finestres i balcons. Al tercer pis hi ha cinc finestres. A la part superior de la façana hi ha un ampit fet amb elements ceràmics.
Les façanes són decorades amb cornises, les quals coincideixen amb el nivell de les soleres. A la façana de menys longitud, a més, hi ha unes lesenes als extrems. Les façanes són arrebossades i pintades de color blanc. A la cantonada de la planta baixa s'observa, sota la capa de pintura, una cadena cantonera de pedra tallada. Hi ha un sòcol de maçoneria unida amb morter de ciment. Totes les obertures, a excepció de la porta d'accés, són tancades amb persiana de llibret. A l'extrem dret de la façana de més longitud hi ha una cadireta que suporta el cablejat elèctric.
El sistema constructiu és de tipus tradicional constituïts per murs de càrrega i sostres unidireccionals, probablement, de bigues de fusta. Hi ha elements de pedra tallada d'origen local